# Edeltrud Meistermann-Seeger
Edeltrud Meistermann-Seeger (geb. 6. April 1906 in Köln; gest. 9. Oktober 1999 in Köln) war eine deutsche Psychoanalytikerin und Hochschullehrerin.

## Leben
Edeltraud Meistermann-Seeger wurde als viertes Kind eines Lehrerehepaares geboren und musste trotz ihrer herausragenden Intelligenz als Mädchen mit 16 Jahren das Gymnasium mit dem Abschluss der Mittleren Reife verlassen. Sie trat als Volontärin in eine Firma ein. Dort lernte sie ihren ersten Mann kennen und es kam zu einer frühen Heirat. Aus der Ehe gingen vier Kinder hervor, die sie nach einer Scheidung 1932 allein aufzog. Nach Abschluss der kaufmännischen Lehre gründete sie einen Zuckergroßhandel unter dem Namen „Bingemer Zucker“, durch den sie die Existenzgrundlage für sich und die vier Kinder erwirtschaftete. 
Noch während des Krieges konnte sie 1942 ein externes Abitur nachholen und an der Universität zu Köln Psychologie, Philosophie und Biologie studieren. Schon 1944 promovierte sie mit dem Thema: „Leitfaden der Bilder. Versuch einer Grundlegung der Persönlichkeitserfassung nach dem Rorschach-Test“. Die Dissertation konnte erst 1949 publiziert werden, aber schon 1947 begann sie an der Kölner Universität psychoanalytische Themenstellungen zu lehren. Ihre eigene psychoanalytische Ausbildung absolvierte sie später bei Michael Balint in London. 
1956 erhielt sie einen Lehrauftrag am Lehrstuhl von René König an der Kölner Universität, wo sie ab 1963 als Honorarprofessorin die Psychoanalytische Abteilung des Forschungsinstituts für Soziologie leitete. 
1947 lernte sie durch ihre Interesse an der zeitgenössischen Kunst ihren zweiten Ehemann, den Maler, Zeichner und Glaskünstler Georg Meistermann kennen. Nach seinem Tod 1990 gründete sie zur Wahrung seines Werkes zwei Stiftungen, die „Georg Meistermann-Stiftung der Stadt Solingen“ und die „Stiftung von Ölbildern, Grafiken, Glasfenstern und Entwürfen für Glasfenster“.

## Wirken
Inhaltlich übernahm Meistermann-Seeger von ihrem psychoanalytischen Lehrer Balint zum einen das Konzept des Grundmangels (Basic fault), welches sie im Kontext der pränatalen Psychologie weiter ausbaute, zum anderen den Gedanken einer Fokaltherapie. Für geeignete Patienten, erprobte sie das Konzept einer 25-stündigen psychoanalytischen Einzeltherapie, die in eine zehn Stunden umfassende Gruppenpsychotherapie mündete. 
Das Lehrangebot Meistermann-Seegers umfasste zu Beginn ihrer Lehrtätigkeit klassische Themen der Psychoanalyse wie die unterschiedlichen Ansätze von Melanie Klein und Anna Freud sowie die tiefenpsychologischen projektiven Testverfahren Rorschach, Pfister und Szondi. Da ihr Lehrangebot von Studierenden aller Fakultäten besucht werden konnte, entstand ein interdisziplinärer Diskurs, der sich in den 1973 von ihr gegründeten „Montagskreis“, später „Freitagskreis“, etablierte und an dem sich Soziologen und Pädagogen, Psychologen und Mediziner, Philosophen und Theologen, Juristen und Wirtschaftswissenschaftler beteiligten. Von 1963 bis 1972 fanden mehrtägige Symposien im Tessin statt, in denen psychologische und aktuelle gesellschaftliche Themen unter psychoanalytischer Perspektive diskutiert wurden. Daraus entstand die Sozialanalyse als Ausweitung der psychoanalytischen Theorie auf soziale und gesellschaftliche Prozesse. Ausgehend von den Erfahrungen mit Gruppenprozessen und ihren unbewussten Anteilen, stand dabei die Frage im Mittelpunkt, wie Widerstände gegen gesellschaftliche Veränderungsprozesse tiefenpsychologisch verstanden werden können. In der Praxis mit Gruppen zeigte sich, wie Gruppenprozesse, die durch Angst und deren Abwehr blockiert werden, durch Deuten und Bearbeiten wieder sachlich und kreativ werden können. 
Auf der äußeren Ebene entstand daraus die Deutsche Gesellschaft für Sozialanalytische Forschung, deren Präsidentin Meistermann-Seeger von 1965 bis 1974 war sowie das Kölner Institut für Gruppendiagnostik und Familientherapie, welches psychoanalytische Behandlungen für Familien in einer besonderen Kombination von Einzeltherapien und Familiensitzungen anbot. Im Kontext der Universität gab es eine Zusammenarbeit mit dem Soziologen Alphons Silbermann, der am gleichen Forschungsinstitut das Kölner Institut für Massenpsychologie gegründet hatte. Unter dem Dach der Deutschen Psychoanalytischen Vereinigung (DPV) war sie 1974 an der Gründung der psychoanalytischen Arbeitsgemeinschaft Köln/Düsseldorf beteiligt und bildete dort zahlreiche Psychoanalytiker aus.
Zu ihren Forschungsthemen gehörte ferner die Gastarbeiterforschung, die sie zunächst im Auftrag der Stadt Köln, später für die EWG durchführte und später durch Studienreisen nach Israel unter den dortigen anderen Bedingungen überprüfte.

## Rezeption
Meistermann-Seeger prägte als Lehranalytikerin und Gründerin verschiedener Institute maßgeblich die psychoanalytische Gemeinschaft im Rheinland. Zu ihrem 100. Geburtstag veranstaltete die Deutsche Gesellschaft für sozialanalytische Forschung e.V. (DG) zwei Tagungen zum Thema „Von der Einzelanalyse zur Gruppenanalyse zur Sozialanalyse“ und begann mit der Sichtung der umfangreichen, teilweise noch nicht veröffentlichten, Schriften des Nachlasses mit dem Ziel einer Herausgabe als Gesammelte Schriften. Die geplanten fünf Bände bündeln Texte zu den Themen: Psychoanalyse, Methoden und Testverfahren, Sozialanalyse, Familientherapie, Kult(ur) und Kunst/Graphologie. Erschienen ist bisher nur der Band zur Sozialanalyse.

## Auszeichnungen
- Mitglied der „Royal Society of Medicine“ in London.
- 1986: Bundesverdienstkreuz 1. Klasse
- Mai 1990: Großes Bundesverdienstkreuz für die Einführung der Psychoanalyse als Lehrfach an einer deutschen Universität und ihre Forschungen zum Thema Gastarbeiter.

## Werke (Auswahl)
- mit Karl Bingemer und Edgar Neubert: Leben als Gastarbeiter. Geglückte und mißglückte Integration, Westdeutscher Verlag, Opladen 1970
- mit Karl Bingemer: Psychologie des Automatenspiels. Deutsche Gesellschaft für Sozialanalytische Forschung e.V. Köln: Forschungsinstitut für Soziologie der Universität, Köln 1971
- mit Karl Bingemer: Struktur und Strukturveränderungen ausländischer Arbeitnehmer der Europäischen Gemeinschaften von 1960-1970. Köln (EWG-Drucksache Nr. V/342/72-D) 1972
- Gestörte Familien: Familiendiagnose und Familientherapie. Beck-Verlag, München 1976
- Psychoanalyse. Beiträge zu klassischen Themen der Psychoanalyse. Kastellaun 1976
- Der Beitrag der Psychoanalyse zur Sozialpsychologie. In: Die Psychologie des 20. Jahrhunderts II: Freud und die Folgen (1). Zürich 1976, 1059-1102
- Erste Begegnungen oder Ur-Sachen. In R. Frühmann (Hg.): Frauen und Therapie. Paderborn 1985
- Kurztherapie. Fokaltraining – die Rückkehr zum Lieben. München. Verlag für angewandte Wissenschaften, München 1986
- Exkurs über Sozialanalyse. In: Meistermann-Seeger, E. (Hrsg.): Psychoanalyse. 10 Jahre Kronenburger Woche 1987, 104 - 105
- Gruppe als sozialpsychologisches und psychoanalytisches Phänomen. In: Meistermann-Seeger, E. (Hrsg.): Psychoanalyse. 10 Jahre Kronenburger Woche 1987, 136 - 138
- Tage des Lichts. In: Hermanns, L. M. (Hrsg.): Psychoanalyse in Selbstdarstellungen I. Tübingen: edition diskord, 1992, 237 – 287

### Schriften über Meistermann-Seeger
- Hans Günther Meissner (Hrsg.): Leidenschaft der Wahrnehmung: Psychoanalyse mit ihren Beziehungen zu Psychotherapie, Philosophie und zu den Wirtschafts- u. Sozialwissenschaften; Festgabe für Edeltrud Meistermann-Seeger. Kindler-Verlag, München 1976